# Cammino di Santiago di Madrid

La cartina indica l'itinerario da Madrid a Sahagún

Il Cammino di Santiago di Madrid inizia nella città da cui prende il nome e in direzione nord-occidentale conduce i pellegrini a Sahagún, dove incontrano quelli che vanno a Santiago lungo il cammino francese.
C'è anche un percorso che collega la città di Toledo con la capitale della Spagna, anche se è praticamente abbandonato e non sembra che per il momento le autorità locali abbiano alcuna intenzione di recuperarlo.
Tutte le sezioni del percorso principale sono adeguatamente contrassegnate e dispongono di documentazione e infrastrutture sufficienti per il pellegrinaggio.
Ufficialmente il cammino inizia nella Calle Santiago, ovvero dove si trova la piccola Chiesa di Santiago di Madrid, alle spalle del Palazzo Reale, ma in realtà lo si può iniziare in qualsiasi punto della città anche perché non si trovano frecce praticamente fino a Plaza de Castilla. La Chiesa di Santiago è uno dei punti in cui si può richiedere la credenziale, il documento che permette al pellegrino di identificarsi come tale ed accedere ai vari albergues pubblici.
Il cammino è convenzionalmente diviso in 13 tappe che però ogni camminante è libero di cambiare a seconda del proprio ritmo.

## Tappe

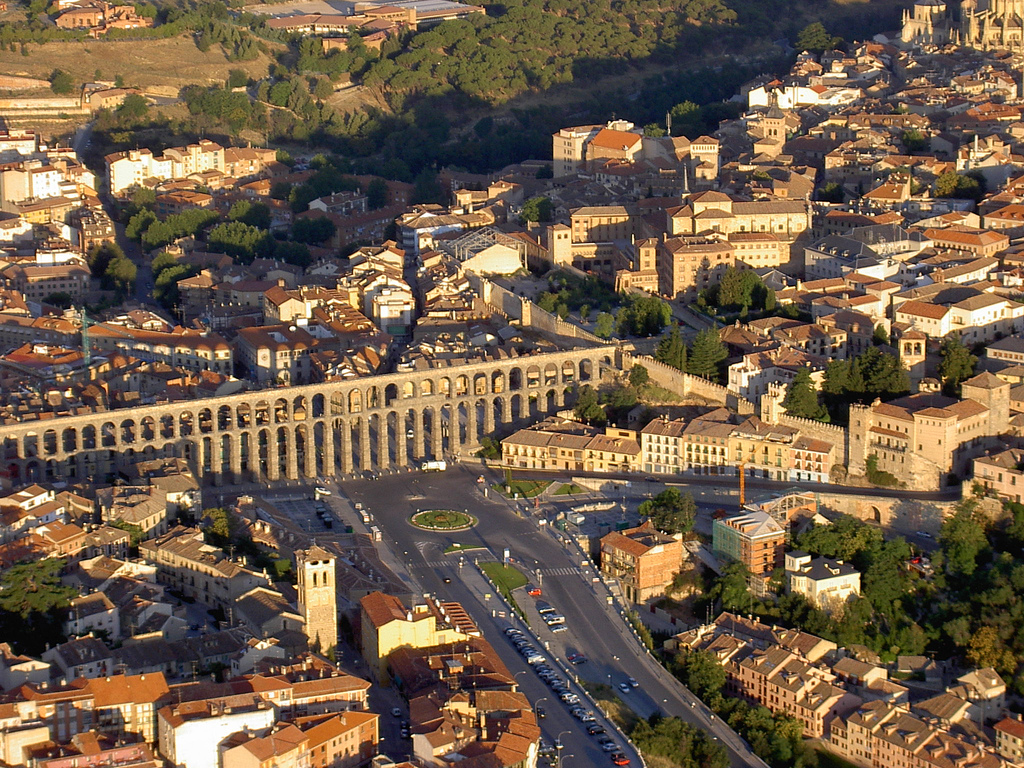
Segovia

- Tappa 1: Madrid – Tres Cantos (25,2 km)
- Tappa 2: Tres Cantos – Manzanares el Real (25,3 km)
- Tappa 3: Manzanares el Real – Cercedilla (20,4 km)
- Tappa 4: Cercedilla – Segovia (30,4 km)
- Tappa 5: Segovia – Santa María Real de Nieva (33,3 km)
- Tappa 6: Santa María Real de Nieva – Coca (22,2 km)
- Tappa 7: Coca – Alzarén (24 km)
- Tappa 8: Alzarén – Puente Duero (24,9 km)
- Tappa 9: Puente Duero – Peñaflor de Hornija (27,4 km)
- Tappa 10: Peñaflor de Hornija – Medina de Rioseco (24,3 km)
- Tappa 11: Medina de Rioseco – Cuenca de Campos (25,3 km)
- Tappa 12: Cuenca de Campos – Santervás de Campos (21,6 km)
- Tappa 13: Santervás de Campos – Sahagún (19,2 km)